# Ключи (Омская область)
Ключи — посёлок в Омском районе Омской области России. Административный центр Ключевского сельского поселения.
Население 3312 чел. (2021) .

## География
Находится на юге центральной части региона, в Барабинской низменности, у р. Иртыш. Фактически находится на территории г. Омска.

## Население
| 2002 | 2006  | 2010  | 2021  |
| ---- | ----- | ----- | ----- |
| 4013 | ↗4072 | ↘3688 | ↘3312 |

Гендерный состав
По данным Всероссийской переписи населения 2010 года в гендерной структуре населения из 3688 человек мужчин — 1673, женщин — 2015	(45,4 и 54,6 % соответственно)
Национальный состав
Согласно результатам переписи 2002 года, в национальной структуре населения русские составляли 91 % от общей численности населения в 4013 чел..

## Инфраструктура
Администрация поселения.

## Транспорт
Асфальтированные дороги до Омска.